# SES-11
SES-11 (též EchoStar 105) je telekomunikační družice společnosti SES S.A., která přenosovou kapacitu satelitu poskytuje společnosti Echostar. Družici vyrobila firma Airbus Defence and Space. Její pracovní pozice je nad 105. stupněm západní délky na geostacionární oběžné dráze Země, kde slouží jako náhrada starších satelitů AMC-15 a AMC-18 a poskytuje telekomunikační služby pro severní a střední Ameriku.
SES-11 byla uvedena na přechodovou dráhu ke geostacionární dráze pomocí nosné rakety Falcon 9 v1.2 společnosti SpaceX, sídlem v kalifornském Hawthornu. Startovalo se z floridské rampy LC-39A a první stupeň přistál na mořské plošině Of Course I Still Love You. Ten samý první stupeň byl použit už při misi CRS-10. Statický zážeh před letem proběhl 2. října 2017 v 22:30 SELČ.
Po přistání došlo k úniku paliva RP-1, které se dostalo do blízkosti robota, jenž měl být použit pro zajištění stupně na palubě. Následkem automatického vypuštění zbytků samozápalné látky triethylhliník-triethylboran (TEA-TEB) došlo ke vznícení uniklého paliva a i přes rychlé uhašení požáru došlo k poškození robota a několika dalších kontejnerů ne palubě. Stupeň byl tak k palubě připevněn klasickým způsobem, kdy se podepře zvedáky a řetězy se připevní k palubě.
Satelit byl navržen a vyroben společností Airbus Defence and Space a je postavený na platformě Eurostar-3000. Při startu vážil více 5200 kg a životnost je plánována na více než 15 let. Společnost SES bude pro satelitní kapacitu využívat 24 transpondérů na frekvenci 36 MHz v pásmu C. Nabízet ji chce pod označením SES-11. Společnost EchoStar pak bude provozovat 24 transpondérů v pásmu Ku na frekvenci 36 MHz pro poskytování služeb pod jménem EchoStar 105. Přístrojům dodávají energii solární panely o výkonu 12 kW.